# Aria Montgomery

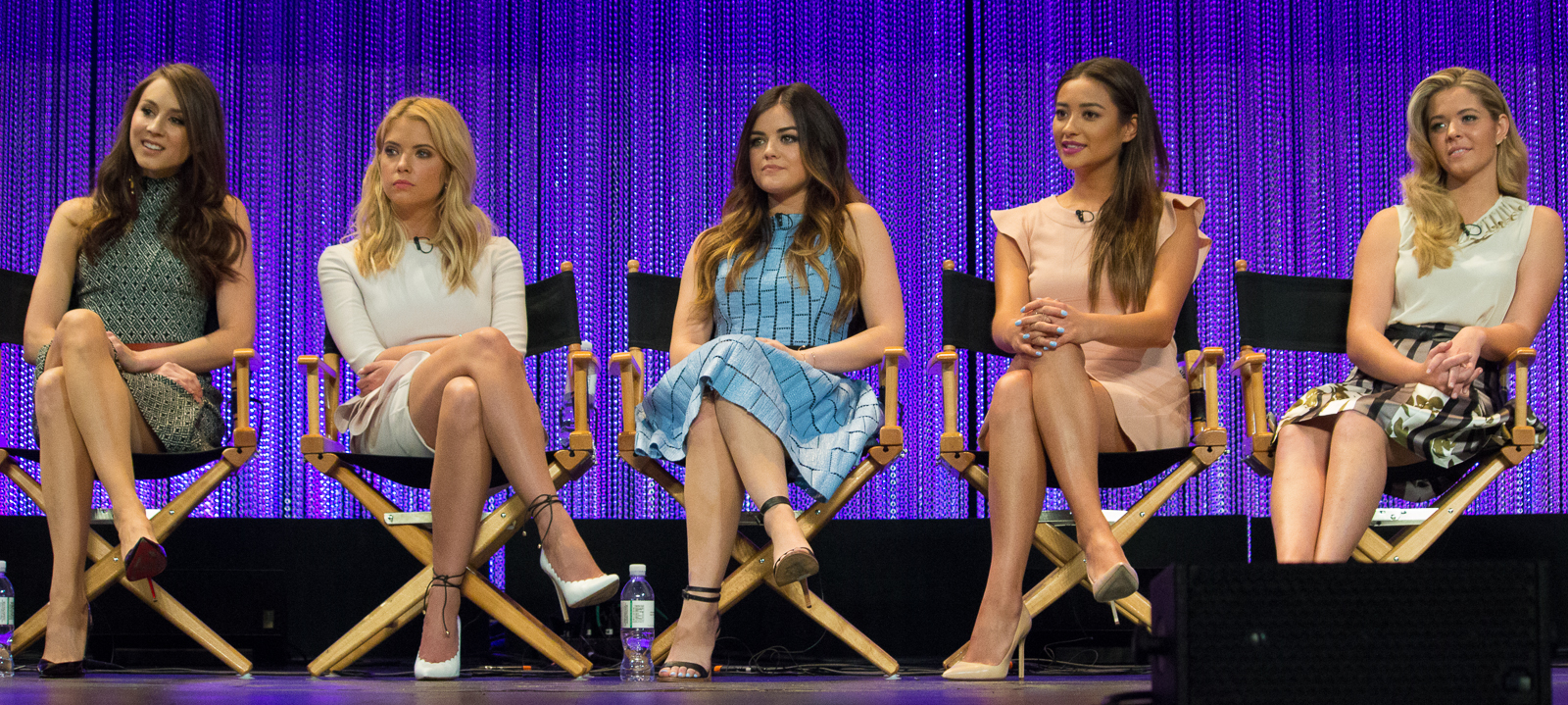
Cast van Pretty Little Liars, met Lucy Hale in het midden

Aria Montgomery is een van de hoofdpersonages in de boekenreeks Pretty Little Liars van Sara Shepard en de afgeleide televisieserie Pretty Little Liars. De rol wordt in de televisieserie vertolkt door Lucy Hale.

## Karakter
Aria Montgomery is het alternatieve en artistieke lid van de vriendengroep. Aria wordt vaak gezien als het meest volwassen en creatieve lid van de groep, maar is tegelijkertijd ook degene die het vaakst liegt en de meeste geheimen heeft.

## Lotgevallen
Na de verdwijning van Alison verhuist Aria samen met haar ouders en broertje Mike een jaar lang naar IJsland. Vlak nadat ze terugkeert naar Rosewood, krijgt ze haar eerste bericht van A. Eenmaal thuis moet ze leren omgaan met het feit dat haar vader is vreemdgegaan en probeert ze haar relatie met haar leraar Engels Ezra Fitz zo goed mogelijk te verbergen.